# 世界童話アニメ全集
『世界童話アニメ全集』（せかいどうわアニメぜんしゅう、英: My Favorite Fairy Tales）は、1986年のアニメ。日本とイギリスで放映された。10話構成。

## 放映リスト
- 長靴をはいた猫
- 赤ずきん
- 三匹の子豚
- みにくいアヒルの子
- 狼と七匹の子山羊
- 白雪姫
- シンデレラ
- アリババと40人の盗賊
- ちびくろサンボ
- 人魚姫